# Prusko Vojvodstvo
 Ovo je glavno značenje pojma Prusko Vojvodstvo. Za druga značenja pogledajte Pruska (razdvojba).
Vojvodstvo Pruska ili Kneževstvo Pruska (njem. Herzogtum Preußen, lat. Ducatus Prussiae, polj. Prusy Książęce, lit. Prūsijos kunigaikštystė prus. Ercōgista Prūsija) bilo je vojvodstvo u istočnom dijelu Pruske iz 1525. - 1701. To je bilo prvo protestantsko (luteransko) vojvodstvo s dominantnim njemačkim stanovništvom, kao i poljskom i litvanskom manjinom. U starim tekstovima i na latinskom jeziku, izraz Prut(h)enia odnosi se podjednako na Prusko vojvodtvo, njegovog zapadnog susjeda Kraljevinu Prusku i njihovog zajedničkog prethodnika, teutonsku Prusku. Pridjevski oblik imena bio "Prut(h)enic". 
Godine 1525. tijekom protestantske reformacije, Veliki meštar teutonskih vitezova,  Albert, sekularizirao je pruski teritorij Reda, postao vojvoda od Pruske. Njegovo vojvodstvo, koji je imalo svoj glavni grad u Königsbergu (Poljski: Królewiec), osnovano je kao feud Poljske krune. To je naslijedio od strane kneza izbornika od Brandenburga iz dinastije Hohenzollern godine 1618., a to personalna unija se nazivala Brandenburg-Pruska. Fredrich Wilhelm  "veliki izbornik" od Brandenburga, postigao je puni suverenitet nad teritorijem godine 1657., sporazumom iz Wehlaua, koji je potvrđena godine 1660 sporazumom iz Olive. Vojvodstvo Pruska je 1701. uzdignuto Kraljevinu Prusku. 